# Studien zu den Boǧazköy-Texten
Studien zu den Boǧazköy-Texten (abgekürzt StBoT) ist eine Bücherreihe mit Ausgaben hethitischer Texte und Monographien zu den anatolischen Sprachen, besonders dem Hethitischen.
Sie wird herausgegeben von der Kommission für den Alten Orient der Akademie der Wissenschaften und der Literatur in Mainz sowie der Deutschen Orient-Gesellschaft und erscheint seit 1965 im Harrassowitz Verlag in Wiesbaden. Gründer war der Marburger Hethitologe Heinrich Otten. Daneben existiert seit 1988 die Reihe der Beihefte.
Bereits in den 1920er Jahren hatte der Altorientalist Otto Weber eine Reihe namens Boǧhazköi-Studien im Verlag Hinrichs in Leipzig herausgegeben, die aber nach zehn Heften eingestellt wurde.

## Bände
1. Heinrich Otten, Vladimir Souček: Das Gelübde der Königin Puduhepa an die Göttin Lelwani (1965).
2. Onofrio Carruba: Das Beschwörungsritual für die Göttin Wišurianza (1966).
3. Hans Martin Kümmel: Ersatzrituale für den hethitischen König (1967).
4. Rudolf Werner: Hethitische Gerichtsprotokolle (1967).
5. Erich Neu: Interpretation der hethitischen mediopassiven Verbalformen (1968).
6. Erich Neu: Das hethitische Mediopassiv und seine indogermanischen Grundlagen (1968).
7. Heinrich Otten, Wolfram von Soden: Das akkadisch-hethitische Vokabular KBo I 44 + KBo XIII 1 (1968).
8. Heinrich Otten, Vladimir Souček: Ein althethitisches Ritual für das Königspaar (1969).
9. Kaspar Klaus Riemschneider: Babylonische Geburtsomina in hethitischer Übersetzung (1970).
10. Onofrio Carruba: Das Palaische: Texte, Grammatik, Lexikon (1970), ISBN 3-447-01283-8.
11. Heinrich Otten: Sprachliche Stellung und Datierung des Madduwatta-Textes (1969).
12. Erich Neu: Ein althethitisches Gewitterritual (1970), ISBN 3-447-01274-9.
13. Heinrich Otten: Ein hethitisches Festritual (KBo XIX 128) (1971), ISBN 3-447-00656-0.
14. Jana Siegelová: Appu-Märchen und Ḫedammu-Mythus (1971), ISBN 3-447-01323-0.
15. Heinrich Otten: Materialien zum hethitischen Lexikon. Wörter beginnend mit zu... (1971), ISBN 3-447-01348-6.
16. Cord Kühne, Heinrich Otten: Der Šaušgamuwa-Vertrag. Eine Untersuchung zu Sprache und Graphik (1971), ISBN 3-447-01376-1.
17. Heinrich Otten: Eine althethitische Erzählung um die Stadt Zalpa (1973), ISBN 3-447-01497-0.
18. Erich Neu: Der Anitta-Text (1974), ISBN 3-447-01571-3.
19. Cornelia Burde: Hethitische medizinische Texte (1974), ISBN 3-447-01590-X.
20. Christel Rüster: Hethitische Keilschrift-Paläographie. Band 1 (1972), ISBN 3-447-01396-6.
21. Erich Neu, Christel Rüster: Hethitische Keilschrift-Paläographie. Band 2: 14./13. Jh. v. Chr. (1975), ISBN 3-447-01606-X.
22. Norbert Oettinger: Die militärischen Eide der Hethiter (1976), ISBN 3-447-01711-2.
23. Frank Starke: Die Funktionen der dimensionalen Kasus und Adverbien im Althethitischen (1977), ISBN 3-447-01786-4.
24. Heinrich Otten: Die Apologie Hattusilis III. Das Bild der Überlieferung (1981), ISBN 3-447-02149-7.
25. Erich Neu: Althethitische Ritualtexte in Umschrift (1980), ISBN 3-447-02042-3.
26. Erich Neu: Glossar zu den althethitischen Ritualtexten (1983), ISBN 3-447-02231-0.
27. Itamar Singer: The Hittite KI.LAM festival, Band 1 (1983), ISBN 3-447-02243-4.
28. Itamar Singer: The Hittite KI.LAM festival, Band 2 (1984), ISBN 3-447-02309-0.
29. Gary M. Beckman: Hittite birth rituals (1983), ISBN 3-447-02310-4.
30. Frank Starke: Die keilschrift-luwischen Texte in Umschrift (1985), ISBN 3-447-02349-X.
31. Frank Starke: Untersuchungen zur Stammbildung des keilschrift-luwischen Nomens (1990), ISBN 3-447-02879-3.
32. Erich Neu: Das hurritische Epos der Freilassung. 1: Untersuchungen zu einem hurritisch-hethitischen Textensemble aus Hattuša (1996), ISBN 3-447-03487-4.
33.
34. Silvin Kos̆ak: Konkordanz der Keilschrifttafeln. 1: Die Texte der Grabung 1931 (1992), ISBN 3-447-03280-4.
35. Christel Rüster: Deutsch-Sumerographisches Wörterverzeichnis. Materialien zum Hethitischen Zeichenlexikon (1991), ISBN 3-447-03194-8.
36. Gernot Wilhelm: Medizinische Omina aus Hattus̆a in akkadischer Sprache (1994), ISBN 3-447-03414-9.
37.
38. Theo van den Hout: Der Ulmitešub-Vertrag : eine prosopographische Untersuchung (1995), ISBN 3-447-03473-4.
39. Silvin Kos̆ak: Konkordanz der Keilschrifttafeln. 2: Die Texte der Grabung 1932 (1995), ISBN 3-447-03642-7.
40. Christel Rüster, Erich Neu: Materialien zum Hethitischen Zeichenlexikon (1993), ISBN 3-447-03288-X.
41. Frank Starke: Ausbildung und Training von Streitwagenpferden. Eine hippologisch orientierte Interpretation des Kikkuli-Textes (1995), ISBN 3-447-03501-3.
42. Silvin Kos̆ak: Konkordanz der Keilschrifttafeln. 3,1: Die Texte der Grabung 1933: 1/c - 1300/c (1998), ISBN 3-447-04052-1.
43. Silvin Kos̆ak: Konkordanz der Keilschrifttafeln. 3,2: Die Texte der Grabung 1933: 1301/c - 2809/c (1999), ISBN 3-447-04158-7.
44. Elisabeth Rieken: Untersuchungen zur nominalen Stammbildung des Hethitischen (1999), ISBN 3-447-04033-5.
45. Gernot Wilhelm (Hrsg.): Akten des IV. Internationalen Kongresses für Hethitologie (2001), ISBN 3-447-04485-3.
46. Jared L. Miller: Studies in the origins, development and interpretation of the Kizzuwatna rituals (2003), ISBN 3-447-05058-6.
47. Paola Dardano: Die hethitischen Tontafelkataloge aus Ḫattuša (CTH 276–282) (2006), ISBN 3-447-05244-9.
48. Birgit Christiansen: Die Ritualtradition der Ambazzi. Eine philologische Bearbeitung und entstehungsgeschichtliche Analyse der Ritualtexte CTH 391, CTH 429 und CTH 463 (2006), ISBN 3-447-05333-X.
49. Sylvain Patri: L'alignement syntaxique dans les langues indo-européennes d'Anatolie (2007), ISBN 978-3-447-05612-0.
50. Maciej Popko: Arinna. Eine heilige Stadt der Hethiter (2009), ISBN 978-3-447-05867-4.
51. Yoram Cohen (Hrsg.): Pax Hethitica. Studies on the Hittites and their neighbours in honour of Itamar Singer (2010), ISBN 978-3-447-06119-3.
52. Jörg Klinger: Investigationes Anatolicae. Gedenkschrift für Erich Neu (2010), ISBN 978-3-447-06383-8.
53. Birgit Christiansen: Schicksalsbestimmende Kommunikation. Sprachliche, gesellschaftliche und religiöse Aspekte hethitischer Fluch-, Segens- und Eidesformeln (2012), ISBN 978-3-447-06174-2.
54. Mark Weeden: Hittite logograms and Hittite scholarship (2011), ISBN 978-3-447-06521-4.
55. Petra Goedegebuure: The Hittite demonstratives. Studies in deixis, topics and focus (2014), ISBN 978-3-447-10228-5.
56. Alwin Kloekhorst: Accent in Hittite. A study in plene spelling, consonant gradation, clitics, and metrics (2014), ISBN 978-3-447-10208-7.
57.
58. Andreas Müller-Karpe (Hrsg.): Saeculum. Gedenkschrift für Heinrich Otten anlässlich seines 100. Geburtstags (2015), ISBN 978-3-447-10365-7.